# Шихахмедов, Гамид Гюльахмедович
Шихахмедов Гамид Гюльахмедович родился 24 июля 1947 года в с. Хкем Ахтынского района Дагестанской АССР. Известный экономист и государственный деятель Республики Дагестан, руководитель, новатор, публицист, педагог. Министр экономики Республики Дагестан (1998—2002), Руководитель Администрации Президента и Правительства Республики Дагестан (2006—2008)

## Ранний этап биографии
Шихахмедов Г. Г. родился 24 июля 1947 года в с. Хкем Ахтынского района Дагестанской АССР в многодетной семье. Отец — Шихахмедов Гюльахмед Гамидович (1917—2001 гг.), участник Великой Отечественной войны 1941—1945 гг., работал председателем колхоза в с. Хкем Ахтынского района ДаССР, в совхозе с. Нюгди Дербентского района ДаССР; мать — Шихахмедова Мафи Гаруновна (1920—2010 гг.), участница тыла ВОВ, была председателем Сельского совета с. Хкем Ахтынского района ДаССР, работала рабочим совхоза с. Нюгди Дербентского района ДаССР.
После окончания Белиджинской средней школы в 1966 г. начал трудовую деятельность рабочим совхоза им. Мамедбекова Дербентского района. После окончания службы в рядах Советской Армии в 1968 г. продолжил работу в том же совхозе. В 1974 году окончил Московский институт народного хозяйства им. Плеханова по специальности «Экономика промышленности» и получил квалификацию «экономист».

## Работа в Госплане Дагестанской АССР
В 1974 году Гамид Шихахмедов начал свою профессиональную трудовую деятельность в должности экономиста в отделе территориального планирования и размещения производственных сил Госплана Дагестанской АССР под началом председателя Госплана ДаССР Гаджиева Абдуллы Гадисовича. Затем он работал старшим экономистом, а в течение двух месяцев после прихода в госплан стал начальником отдела. В 1984 г. был назначен на должность заместителя председателя Госплана ДАССР, а позднее был переведен первым заместителем председателя. В 1994 г. Гамид Шихахмедов назначен первым заместителем министра экономики Республики Дагестан. В 1997 г. переведен на работу в Администрацию Госсовета и Правительства РД руководителем Секретариата Председателя Правительства Республики Дагестан. В январе 1998 г. вновь назначен первым заместителем министра экономики.
Это были годы творческой активности Гамида Шихахмедова, поиска путей и методов осуществления экономических реформ, совершенствования управления экономикой. Он стоял у истоков создания экономики нового типа еще в советский период. В Дербентском районе по его инициативе был организован агроконцерн «Дербент», где были объединены все действующие колхозы и совхозы для более эффективного использования ресурсов и повышения результативности коллективных форм хозяйствования. В г. Дербенте он внедрил эксперимент по опыту в г. Поти Грузинской ССР с целью формирования бюджета города на началах самообеспечения. На примере Лакского и Табасаранского районов разработал типовую программу социально-экономического развития районов республики. Основная задача этого проекта заключалась в выравнивании уровней социально-экономического развития районов республики.
Гамид Шихахмедов внес свой вклад в социальное и экономическое развитие Республики Дагестан через реализацию планирования, прогнозирования и программирования народного хозяйства, моделирования новых организационных структур управления экономикой, создании структурных подразделений, соответствующих требованиям времени.
Значительны его заслуги в разработке долгосрочных (перспективных) программ социально-экономического развития республики. Так в 1975—1977 гг. под его руководством в республике впервые разработаны и внедрены «Схема развития и размещения производственных сил ДАССР на 10 лет» (разработчик — Центральный экономический научно- исследовательский институт, г. Москва), «Схема районной планировки ДАССР на 25 лет» (разработчик — Институт проектирования городов «Гипрогор», г. Москва). Он является одним из авторов проектов «Каскад ГЭС на реке Сулак» и «Каскад малых ГЭС на реке Самур» (разработчик «Ленгидропроект»). Это были первые долгосрочные программы развития экономики республики, которые Гамид Шихахмедов координировал и где принимал активное участие.
В 1976—1980 гг. Гамид Шихахмедов уделял особое внимание формированию IT-подготовки работников органов исполнительной власти, созданию информационных технологий и внедрению персональных компьютеров в министерствах, ведомствах республики. Он был одним из первых в России, кто создал автоматизированную систему плановых расчетов (АСПР). Образованный им для этих целей в 1978 году хозрасчетный отдел информационно-вычислительного обслуживания функционировал, как самостоятельное подразделение вплоть до 2012 года.
В 1975—1984 гг. Гамид Шихахмедов по поручению руководства республики был подключен к решению проблем использования возобновляемых источников энергии в народном хозяйстве. Он был одним из участников масштабного развития геотермальной энергетики, организации в Дагестане Всесоюзного производственного объединения «Союзбургеотермия», научно- исследовательского института по проблемам геотермии АН СССР, строительства в Тарумовском районе геотермальной электростанции, организатором всесоюзной конференции по проблемами использованиям геотермальных вод, которая прошла в г. Махачкале. В эти же годы он занимался совместно с учеными из Института высоких температур АН СССР (ИВТАН) и Всесоюзного научно-исследовательского института комплексных топливно-энергетических проблем (ВНИИКТЭП) вопросами использования солнечной энергии. Стал одним из организаторов создания полигона «Солнце», строительства экспериментальных домов с использованием солнечной энергии (на берегу Каспийского моря, в с. Гуниб). К сожалению, с развалом СССР все эти работы пришли в упадок.
В 1985 году Гамид Шихахмедов был руководителем дагестанской экспозиции павильона СССР Международной ярмарки в г. Измире (Турция). Это было первое участие республики на столь престижном мероприятии. В 1992 году он был делегатом Венской международной выставки (Австрия). В 1993 году участвовал в российско-французской конференции по экономическим проблемам переходного периода, которую проводило Министерство экономики Франции. В 1995 году он был руководителем дагестанской делегации на съезде тюрко-язычных народов в г. Стамбуле (Турция), где впервые была предоставлена республика на международном уровне в постсоветский период.

## Работа в органах власти Республики Дагестан
В 1990-х годах Гамид Шихахмедов совместно со своими коллегами из регионов Северного Кавказа выступил с предложением о целесообразности создания Северо-Кавказского округа, но инициатива не нашла поддержку. Тогда они организовали ассоциацию «Северный Кавказ», которая сыграла важную роль в интеграции экономики регионов Северного Кавказа в самый пик распада экономических связей. Ассоциация оказалась очень жизнеспособной организацией, и она реализована ряд ключевых вопросов по социально-экономическому развитию, как регионов, так и Северного Кавказа в целом.
При его активном участии были подготовлены экономические обоснования и картографические материалы по восстановлению в Республике Дагестан Докузпаринского, Кумторкалинского районов, а также Бежтинского участка.
Гамид Шихахмедов внес весомый вклад по переводу в 90-е годы экономики Дагестана на рыночные отношения, созданию основ переходной экономики. В 1990 году Гамид Шихахмедов выступил в газете «Дагестанская правда» с программной статьей «Дорога, ведущая к рынку», в которой был представлен анализ проводимых экономических реформ с прогнозом дальнейшего развития экономики региона. Он автор и руководитель проекта «Региональный хозрасчет», автор и разработчик программы перехода Республики Дагестана на рыночные отношения. В целях смягчения последствий перехода экономики на рыночный механизм им был инициирован программно-целевой подход в решении сложных социально-экономических региональных проблем. Так по его методике были разработаны республиканские целевые программы экономического и социального развития горной (программа «Горы»), южной (программа «Юг»), северной (программы «Север») зон республики, утвержденные Правительством Российской Федерации. В целях эффективной реализации указанных программ по его инициативе и под его непосредственным руководством были образованны соответствующие дирекции (заказчики), которые показали свою жизнеспособность. Аналогов, когда для реализации подобных программ создавалась специальная дирекция, не было в стране. В 1993 году баллотировался в Государственную Думу РФ от избирательного объединения «Блок: Явлинский-Болдырев-Лукин».
Гамид Шихахмедов подготовил ряд проектов решений исполнительных органов государственной власти страны, которые были приняты и реализованы. В их числе такие важные документы, как постановления Правительства Российской Федерации от 27 августа 1992 года № 637 «О социально-экономическом развитии горных районов Республики Дагестан в 1992—1995 годах» и от 12 октября 1995 года № 1000 «О неотложных мерах по стабилизации социально-политической ситуации и экономического положения в южных приграничных районах Российской Федерации в пределах Республики Дагестан». Эти решения сыграли ключевую роль в экономическом развитии Дагестана в самые тяжелые кризисные годы. В 1995—1999 гг., когда в связи с чеченскими событиями республика находилась в экономической и транспортной блокаде, им были предложены и реализованы действенные механизмы функционирования экономики в этих ограниченных условиях. В результате республику миновал реально угрожавший экономический коллапс.
В 1998—2002 гг. Гамид Шихахмедов занимал должность министра экономики Республики Дагестан. Это были непростые годы, экономический кризис все еще продолжался в стране, экономика республики была в упадке. В эти годы, под его руководством была реализована федеральная целевая программа «Социально-экономического развития Республики Дагестан на период до 2001 г.», утвержденная Правительством Российской Федерации, которая позволила существенно увеличить объемы валового регионального продукта. Он также стал инициатором разработки Федеральной целевой программы социально-экономического развития юга России (ФЦП «Юг России»). Раздел по Дагестану для включения в указанную программу был разработан непосредственно им. В 2001 году была впервые разработана долгосрочная стратегия социально-экономического развития Республики Дагестан (сроком на 20 лет). Значительный объем работы был сделан в эти годы Шихахмедовым Г. Г. по активизации инвестиционного процесса в республике. Им был подготовлен ряд отраслевых инвестиционных программ. В 2000—2002 гг., когда значительно снизился приток инвестиций в экономику республики, им был предложен и реализован механизм финансирования производства через «Бюджет развития». Данная мера оживила промышленность и сельское хозяйство республики за относительно короткий период. Если до его назначения на должность министра экономики (1998 г.) валовой региональный продукт республики ежегодно сокращался, то, начиная с 1999 года по 2002 год прирост данного показателя составлял в среднем по 24-25 процентов. Он последовательно занимался вопросами диверсификации региональной экономики. За годы его работы министром экономики аппарат ведомства превратился в экономический штаб с высококвалифицированными специалистами. По сути, министерство стало банком кадров республики. Занимая должность министра экономики Шихахмедов Г. Г. Ассоциацией менеджеров был включен в рейтинг самых профессиональных менеджеров России, где от Республики Дагестан за 2002 год в рейтинге профессионализма региональных администраций, где кроме Гамида Шихахмедова был представлен только руководитель Республики Дагестан Магомедов М. М.
В 1999 году, когда бандформирования напали на Дагестан, в очаг боевых действий, Ботлихский район, первыми были направлены представителя Правительства Республики Дагестан в числе которых был Гамид Шихахмедов. За несколько дней пребывания ими были приняты меры по стабилизации экономической ситуации, недопущении эскалации военных действий. В период нахождения данной комиссии в район прибыл исполняющий обязанности Президента Российской Федерации В. В. Путин. В 2002 году Гамид Шихахмедов был назначен заместителем Постоянного представителя Республики Дагестан при Президенте Российской Федерации (г. Москва), в 2003 году стал заместителем министра финансов Республики Дагестан.
С 2006 по 2008 годы Гамид Шихахмедов являлся Руководителем Администрации Президента и Правительства Республики Дагестан. За короткий период работы он принципиально изменил подходы, формы и методы работы, как самого аппарата, так и сотрудников. Большой объем был проведен в работе с обращениями гражданами, в структурной перестройке исполнительных органов власти, оперативном принятии президентских и правительственных решений.

## Педагогическая деятельность
С марта 2009 г. Гамид Шихахмедов возглавлял федеральное государственное бюджетное образовательное учреждение среднего профессионального образования «Махачкалинский промышленно-экономический колледж». Коллектив колледжа под его руководством был ориентирован на создание «колледжа будущего». Будучи директором, он предложил несколько моделей повышения качества среднего профессионального образования.
При нем была проведена работа по внедрению в учебный процесс информационных технологий, повышению престижа образования путем использования различных форм и методик обучения, а также инновационных педагогических практик. Были осуществлены меры по улучшению материально-технической базы организации, несмотря на остаточный принцип финансирования колледжей. С 2014 года Гамид Шихахмедов работал в акционерных предприятиях и занимался организацией и развитием технопарка республики — очередного новшества.
Гамид Шихахмедов пользуется признанием в научном сообществе республики. В 1975—1979 годах преподавал, по совместительству в Дагестанском государственном университете на экономическом факультете. Долгие годы был председателем Государственной аттестационной комиссии ДГУ. Он автор ряда статей по ключевым проблемам развития Дагестана. Им написано несколько книг, среди которых монография «Дагестан: ресурсы, экономика, приоритеты».

## Награды
- Почетная Грамота Президиума Верховного Совета Дагестанской АССР (Указ ПВС ДаССР от 4 февраля 1981 г.)
- Заслуженный экономист Дагестанской АССР (Указ ПВС ДаССР от 3 ноября 1987 г.)
- Орден Почета (Указ Президента РФ № 868 от 12 августа 1997 г.)[18]
- Орден «За заслуги перед Республикой Дагестан» (Указ Главы Республики Дагестан от 18.07.2023 г. №146)[19]

## Популярные монографии
- Шихахмедов Г. Г. Приоритеты развития экономики Дагестана. М-во экономики Респ. Дагестан. — Махачкала : Б. и., 1996[20]
- Шихахмедов Г. Г., Алиев В. Г., Магомедов М. Г. Перспективы развития Дагестанской экономики в XXI веке. Изд. Юпитер, 2002
- Шихахмедов Г. Г. Экономика Дагестана: История, потенциал, перспективы. Изд. Дельта-Гранд, 2007

## Семья
Женат, трое детей.